# Pholidota imbricata
Pholidota imbricata là một loài thực vật có hoa trong họ Lan. Loài này được Lindl. miêu tả khoa học đầu tiên năm 1825.

## Hình ảnh

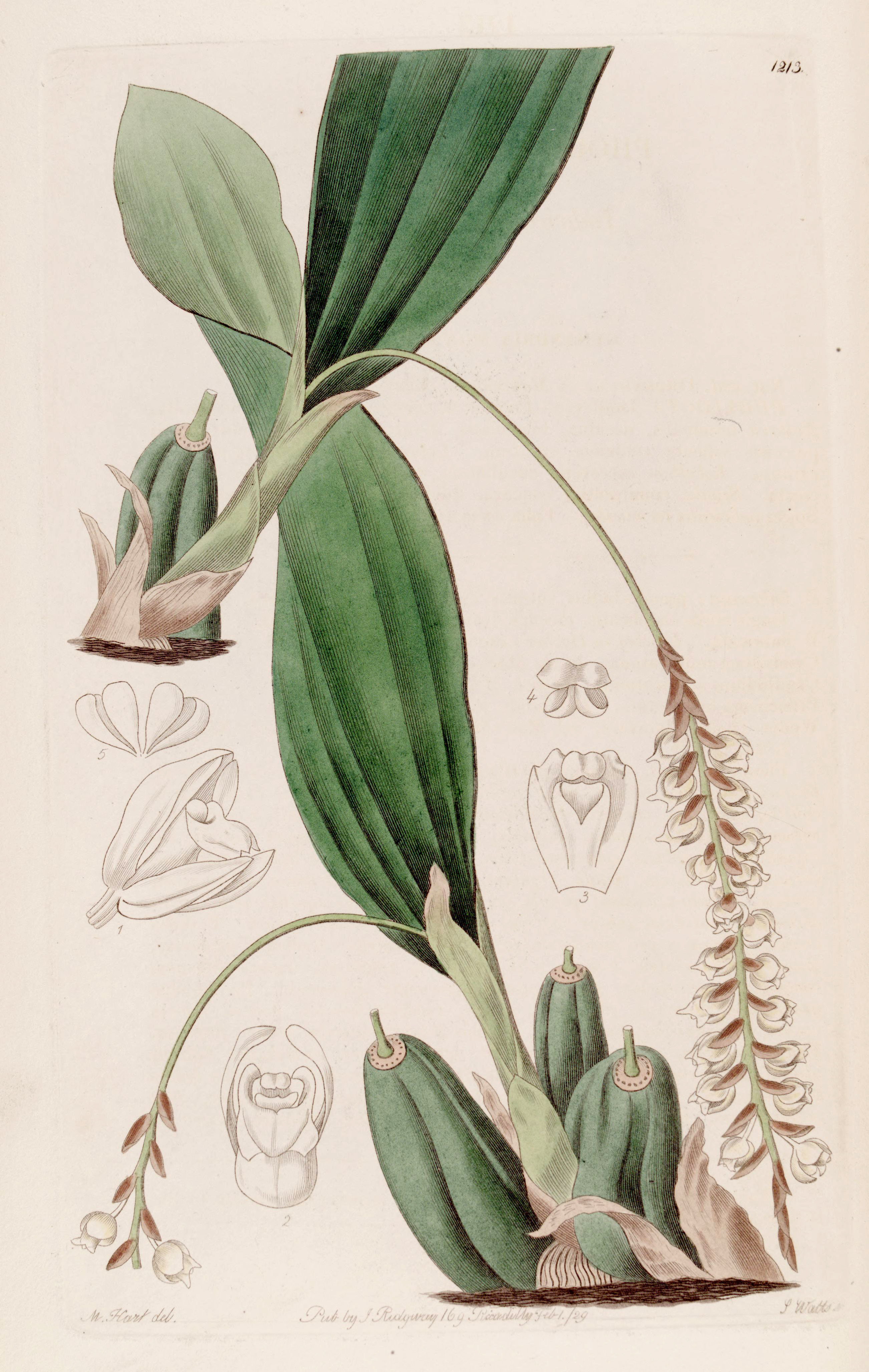
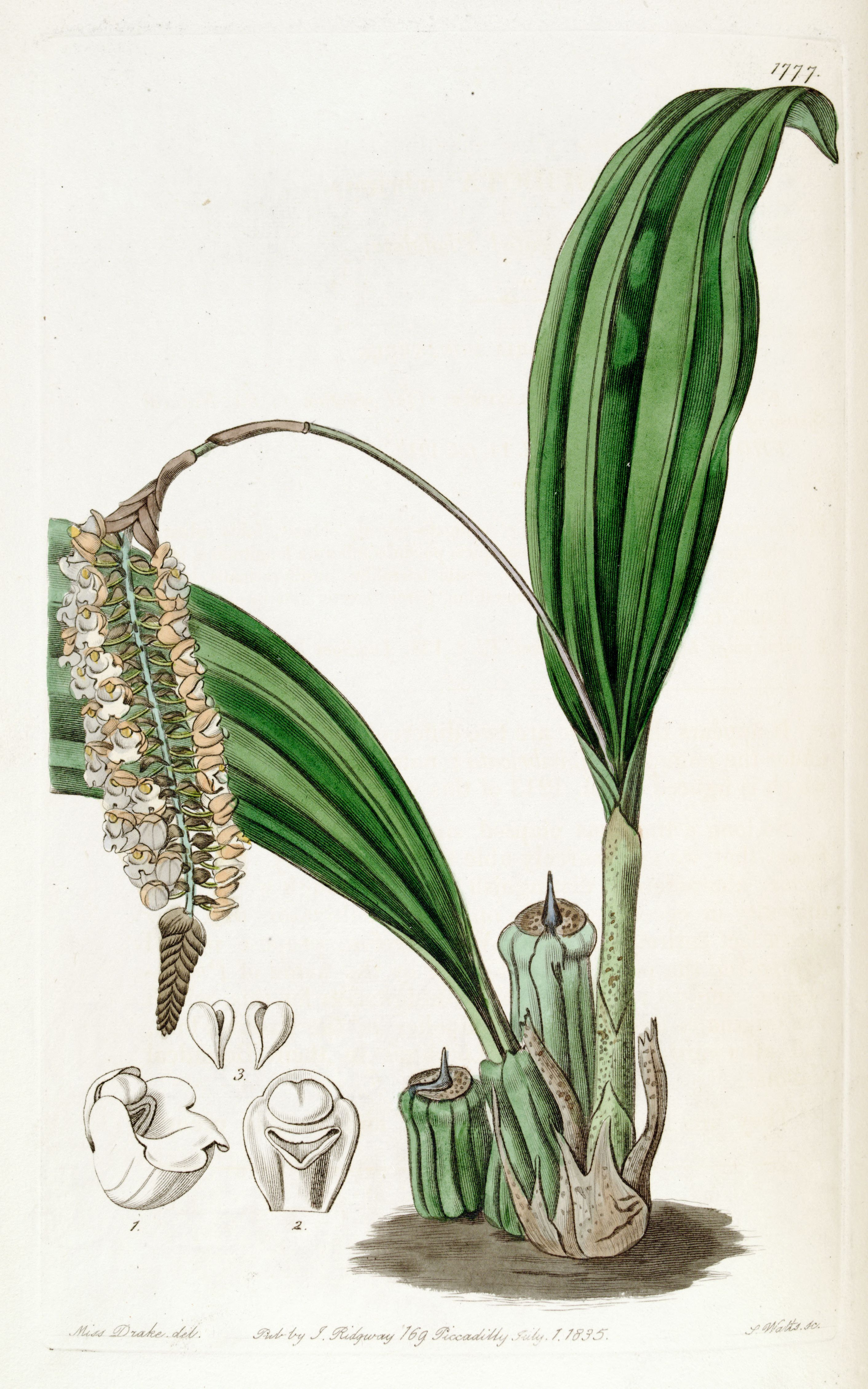